# Pica americana
La pica americana (Ochotona princeps) és una espècie diürna de pica que viu a les muntanyes de l'oest de Nord-amèrica, sovint en caos de boles a la línia de vegetació o per sobre seu. S'alimenta de flors i és un dels lagomorfs més petits.